# Prescott (Kansas)
Prescott es una ciudad ubicada en el condado de Linn en el estado estadounidense de Kansas. En el año 2010 tenía una población de 264 habitantes y una densidad poblacional de 440 personas por km².

## Geografía
Prescott se encuentra ubicada en las coordenadas 38°3′47″N 94°41′47″O / 38.06306, -94.69639 (38.063063, -94.696339).

## Demografía
Según la Oficina del Censo en 2000 los ingresos medios por hogar en la localidad eran de $23,462 y los ingresos medios por familia eran $33,125. Los hombres tenían unos ingresos medios de $20,694 frente a los $31,875 para las mujeres. La renta per cápita para la localidad era de $12,811. Alrededor del 15.6% de la población estaban por debajo del umbral de pobreza.